# Everton Football Club 1984-1985
Questa voce raccoglie le informazioni riguardanti l'Everton Football Club nelle competizioni ufficiali della stagione 1984-1985.

## Stagione
Presentatosi ai nastri di partenza della stagione con una squadra simile a quella della stagione precedente, l'Everton esordì vincendo il Charity Shield ai danni dei rivali cittadini del Liverpool, piegati da un'autorete del portiere Grobbelaar. In campionato, dopo un inizio sottotono l'Everton iniziò a risalire la classifica uscendo dal guscio tra metà ottobre e inizio novembre quando, grazie ad alcune vittorie importanti, completò la scalata della graduatoria per poi lottare alla pari con Manchester United e Tottenham Hotspur. Con l'inizio dell'anno l'Everton, vincendo in casa contro il Newcastle Utd, ottenne definitivamente il comando solitario della classifica: di lì in poi iniziò una fuga che la proiettò verso l'ottavo titolo, ottenuto con sei gare ancora da giocare. La settimana successiva alla vittoria del campionato l'Everton ebbe modo di portare a casa il suo primo trofeo europeo sconfiggendo il Rapid Vienna nella finale di Coppa delle Coppe, a cui la squadra aveva avuto accesso eliminando, nel corso della manifestazione, UCD, Inter Bratislava, Fortuna Sittard e Bayern Monaco. Dopo tre giorni l'Everton affrontò inoltre la finale di FA Cup dove incontrò il Manchester Utd: pur rimanendo in 10 in seguito all'espulsione di Kevin Moran per un fallo su Peter Reid, i Red Devils riuscirono a piegare i Toffees grazie a un gol di Norman Whiteside all'inizio del secondo tempo supplementare.

## Maglie e sponsor
Lo sponsor tecnico per la stagione 1984-1985 è Le Coq Sportif, mentre lo sponsor ufficiale è Hafnia.
| Casa | Trasferta | Terza |  |

## Rosa
| N. |                        | Ruolo | Calciatore                 |
| -- | ---------------------- | ----- | -------------------------- |
|    | Inghilterra (bandiera) | P     | Jim Arnold                 |
|    | Galles (bandiera)      | P     | Neville Southall           |
|    | Inghilterra (bandiera) | D     | Ian Atkins                 |
|    | Inghilterra (bandiera) | D     | John Bailey                |
|    | Inghilterra (bandiera) | D     | Alan Harper                |
|    | Inghilterra (bandiera) | D     | Darren Hughes              |
|    | Inghilterra (bandiera) | D     | Derek Mountfield           |
|    | Inghilterra (bandiera) | D     | Darren Oldroyd             |
|    | Galles (bandiera)      | D     | Kevin Ratcliffe (capitano) |
|    | Inghilterra (bandiera) | D     | Gary Stevens               |
|    | Galles (bandiera)      | D     | Pat van den Hauwe          |
|    | Inghilterra (bandiera) | C     | Paul Bracewell             |
|    | Inghilterra (bandiera) | C     | Terry Curran               |

| N. |                        | Ruolo | Calciatore       |
| -- | ---------------------- | ----- | ---------------- |
|    | Inghilterra (bandiera) | C     | Jason Danskin    |
|    | Inghilterra (bandiera) | C     | John Morrissey   |
|    | Inghilterra (bandiera) | C     | Peter Reid       |
|    | Inghilterra (bandiera) | C     | Kevin Richardson |
|    | Inghilterra (bandiera) | C     | Neill Rimmer     |
|    | Irlanda (bandiera)     | C     | Kevin Sheedy     |
|    | Inghilterra (bandiera) | C     | Trevor Steven    |
|    | Inghilterra (bandiera) | C     | Derek Walsh      |
|    | Scozia (bandiera)      | A     | Andy Gray        |
|    | Inghilterra (bandiera) | A     | Adrian Heath     |
|    | Scozia (bandiera)      | A     | Graeme Sharp     |
|    | Inghilterra (bandiera) | A     | Robbie Wakenshaw |
|    | Inghilterra (bandiera) | A     | Paul Wilkinson   |

## Calciomercato

### Sessione estiva
| Acquisti         | Acquisti       | Acquisti        | Acquisti               |
| R.               | Nome           | da              | Modalità               |
| ---------------- | -------------- | --------------- | ---------------------- |
| D                | Ian Atkins     | Sunderland      | definitivo (100 000 £) |
| A                | Paul Bracewell | Sunderland      | definitivo (425 000 £) |
| Altre operazioni |                |                 |                        |
| C                | Ian Bishop     | Crewe Alexandra | fine prestito          |

| Cessioni         | Cessioni      | Cessioni       | Cessioni   |
| R.               | Nome          | a              | Modalità   |
| ---------------- | ------------- | -------------- | ---------- |
| C                | Andy King     | Cambuur        | definitivo |
| C                | Ian Macowat   | Gillingham     | definitivo |
| A                | Alan Irvine   | Crystal Palace | definitivo |
| A                | Stuart Rimmer | Chester City   | definitivo |
| Altre operazioni |               |                |            |
| C                | Ian Bishop    | Carlisle Utd   | definitivo |

### Operazioni esterne alle sessioni
| Acquisti | Acquisti          | Acquisti        | Acquisti               |
| R.       | Nome              | da              | Modalità               |
| -------- | ----------------- | --------------- | ---------------------- |
| D        | Pat van den Hauwe | Birmingham City | definitivo (100 000 £) |
| C        | Paul Wilkinson    | Grimsby Town    | definitivo (250 000 £) |

## Risultati

### First Division

#### Girone di andata
| Liverpool 22 agosto 1984, ore 15:00 UTC+0 1ª giornata                                     | Everton   | 1 – 4 referto                          | Tottenham | Goodison Park (35 630 spett.) |
| \| \| \| \| \| Heath 16’ (rig.) \| Marcatori \| 39’ Falco 41’, 55’ Allen 51’ Chiedozie \| |           |                                        |           |                               |
|                                                                                           |           |                                        |           |                               |
| Heath 16’ (rig.)                                                                          | Marcatori | 39’ Falco 41’, 55’ Allen 51’ Chiedozie |           |                               |

| West Bromwich 27 agosto 1984, ore 19:30 UTC+0 2ª giornata                | West Bromwich | 2 – 1 referto    | Everton | The Hawthorns (13 464 spett.) |
| \| \| \| \| \| Hunt 57’ Thompson 80’ \| Marcatori \| 89’ (rig.) Heath \| |               |                  |         |                               |
|                                                                          |               |                  |         |                               |
| Hunt 57’ Thompson 80’                                                    | Marcatori     | 89’ (rig.) Heath |         |                               |

| Londra 31 agosto 1984, ore 19:15 UTC+0 3ª giornata | Chelsea   | 0 – 1 referto  | Everton | Stamford Bridge (17 734 spett.) |
| \| \| \| \| \| \| Marcatori \| 57’ Richardson \|   |           |                |         |                                 |
|                                                    |           |                |         |                                 |
|                                                    | Marcatori | 57’ Richardson |         |                                 |

| Liverpool 4 settembre 1984, ore 19:30 UTC+0 4ª giornata | Everton   | 1 – 1 referto | Ipswich Town | Goodison Park (22 314 spett.) |
| \| \| \| \| \| Heath 78’ \| Marcatori \| 64’ Gates \|   |           |               |              |                               |
|                                                         |           |               |              |                               |
| Heath 78’                                               | Marcatori | 64’ Gates     |              |                               |

| Liverpool 8 settembre 1984, ore 15:00 UTC+0 5ª giornata           | Everton   | 2 – 1 referto | Coventry City | Goodison Park (20 013 spett.) |
| \| \| \| \| \| Steven 72’ Sharp 81’ \| Marcatori \| 35’ Gibson \| |           |               |               |                               |
|                                                                   |           |               |               |                               |
| Steven 72’ Sharp 81’                                              | Marcatori | 35’ Gibson    |               |                               |

| Newcastle 15 settembre 1984, ore 15:00 UTC+0 6ª giornata                                          | Newcastle Utd | 2 – 3 referto                  | Everton | St James' Park (26 944 spett.) |
| \| \| \| \| \| Beardsley 12’ (rig.) Wharton 46’ \| Marcatori \| 25’ Sheedy 52’ Steven 88’ Gray \| |               |                                |         |                                |
|                                                                                                   |               |                                |         |                                |
| Beardsley 12’ (rig.) Wharton 46’                                                                  | Marcatori     | 25’ Sheedy 52’ Steven 88’ Gray |         |                                |

| Liverpool 22 settembre 1984, ore 15:00 UTC+0 7ª giornata                       | Everton   | 2 – 2 referto         | Southampton | Goodison Park (22 354 spett.) |
| \| \| \| \| \| Mountfield 5’ Sharp 9’ \| Marcatori \| 39’, 54’ (rig.) Moran \| |           |                       |             |                               |
|                                                                                |           |                       |             |                               |
| Mountfield 5’ Sharp 9’                                                         | Marcatori | 39’, 54’ (rig.) Moran |             |                               |

| Londra 29 settembre 1984, ore 15:00 UTC+0 8ª giornata                                                                                          | Watford   | 4 – 5 referto                                      | Everton | Vicarage Road (18 335 spett.) |
| \| \| \| \| \| Reilly 15’ Mountfield 55’ (aut.) Callaghan 70’ Barnes 87’ \| Marcatori \| 33’ Steven 34’, 45’ Heath 61’ Mountfield 72’ Sharp \| |           |                                                    |         |                               |
| |           |                                                    |         |                               |
| Reilly 15’ Mountfield 55’ (aut.) Callaghan 70’ Barnes 87’                                                                                      | Marcatori | 33’ Steven 34’, 45’ Heath 61’ Mountfield 72’ Sharp |         |                               |

| Londra 6 ottobre 1984, ore 15:00 UTC+0 9ª giornata    | Arsenal   | 1 – 0 referto | Everton | Highbury Stadium (37 049 spett.) |
| \| \| \| \| \| Nicholas 45’ (rig.) \| Marcatori \| \| |           |               |         |                                  |
|                                                       |           |               |         |                                  |
| Nicholas 45’ (rig.)                                   | Marcatori |               |         |                                  |

| Liverpool 13 ottobre 1984, ore 15:00 UTC+0 10ª giornata         | Everton   | 2 – 1 referto | Aston Villa | Goodison Park (25 089 spett.) |
| \| \| \| \| \| Sharp 26’ Heath 74’ \| Marcatori \| 43’ Withe \| |           |               |             |                               |
|                                                                 |           |               |             |                               |
| Sharp 26’ Heath 74’                                             | Marcatori | 43’ Withe     |             |                               |

| Liverpool 20 ottobre 1984, ore 15:00 UTC+0 11ª giornata | Liverpool | 0 – 1 referto | Everton | Anfield Road (45 545 spett.) |
| \| \| \| \| \| \| Marcatori \| 48’ Sharp \|             |           |               |         |                              |
|                                                         |           |               |         |                              |
|                                                         | Marcatori | 48’ Sharp     |         |                              |

| Liverpool 27 ottobre 1984, ore 15:00 UTC+0 12ª giornata                          | Everton   | 5 – 0 referto | Manchester Utd | Goodison Park (40 742 spett.) |
| \| \| \| \| \| Sheedy 5’, 24’ Heath 35’ Stevens 81’ Sharp 86’ \| Marcatori \| \| |           |               |                |                               |
|                                                                                  |           |               |                |                               |
| Sheedy 5’, 24’ Heath 35’ Stevens 81’ Sharp 86’                                   | Marcatori |               |                |                               |

| Liverpool 3 novembre 1984, ore 15:00 UTC+0 13ª giornata           | Everton   | 3 – 0 referto | Leicester City | Goodison Park (27 784 spett.) |
| \| \| \| \| \| Steven 55’ Sheedy 57’ Heath 79’ \| Marcatori \| \| |           |               |                |                               |
|                                                                   |           |               |                |                               |
| Steven 55’ Sheedy 57’ Heath 79’                                   | Marcatori |               |                |                               |

| Londra 10 novembre 1984, ore 15:00 UTC+0 14ª giornata | West Ham Utd | 0 – 1 referto | Everton | Boleyn Ground (24 089 spett.) |
| \| \| \| \| \| \| Marcatori \| 78’ Heath \|           |              |               |         |                               |
|                                                       |              |               |         |                               |
|                                                       | Marcatori    | 78’ Heath     |         |                               |

| Liverpool 17 novembre 1984, ore 15:00 UTC+0 15ª giornata             | Everton   | 4 – 0 referto | Stoke City | Goodison Park (26 705 spett.) |
| \| \| \| \| \| Heath 28’, 34’ Reid 69’ Steven 73’ \| Marcatori \| \| |           |               |            |                               |
|                                                                      |           |               |            |                               |
| Heath 28’, 34’ Reid 69’ Steven 73’                                   | Marcatori |               |            |                               |

| Norwich 24 novembre 1984, ore 15:00 UTC+0 16ª giornata                                       | Norwich City | 4 – 2 referto        | Everton | Carrow Road (16 925 spett.) |
| \| \| \| \| \| Deehan 15’, 64’ Gordon 17’ Donowa 25’ \| Marcatori \| 27’ Sharp 50’ Sheedy \| |              |                      |         |                             |
|                                                                                              |              |                      |         |                             |
| Deehan 15’, 64’ Gordon 17’ Donowa 25’                                                        | Marcatori    | 27’ Sharp 50’ Sheedy |         |                             |

| Liverpool 1º dicembre 1984, ore 15:00 UTC+0 17ª giornata    | Everton   | 1 – 1 referto | Sheffield Weds | Goodison Park (35 440 spett.) |
| \| \| \| \| \| Sharp 29’ (rig.) \| Marcatori \| 8’ Blair \| |           |               |                |                               |
|                                                             |           |               |                |                               |
| Sharp 29’ (rig.)                                            | Marcatori | 8’ Blair      |                |                               |

| Londra 8 dicembre 1984, ore 15:00 UTC+0 18ª giornata | QPR | 0 – 0 referto | Everton | Loftus Road (14 338 spett.) |

| Liverpool 15 dicembre 1984, ore 15:00 UTC+0 19ª giornata             | Everton   | 5 – 0 referto | Nottingham Forest | Goodison Park (22 487 spett.) |
| \| \| \| \| \| Sharp 20’, 76’ Sheedy 32’ Reid 50’ \| Marcatori \| \| |           |               |                   |                               |
|                                                                      |           |               |                   |                               |
| Sharp 20’, 76’ Sheedy 32’ Reid 50’                                   | Marcatori |               |                   |                               |

| Liverpool 22 dicembre 1984, ore 15:00 UTC+0 20ª giornata                                                   | Everton   | 3 – 4 referto                 | Chelsea | Goodison Park (29 887 spett.) |
| \| \| \| \| \| Bracewell 39’ Sharp 69’ (rig.), 89’ (rig.) \| Marcatori \| 9’, 40’, 76’ Davies 61’ Pates \| |           |                               |         |                               |
| |           |                               |         |                               |
| Bracewell 39’ Sharp 69’ (rig.), 89’ (rig.)                                                                 | Marcatori | 9’, 40’, 76’ Davies 61’ Pates |         |                               |

| Sunderland 26 dicembre 1984, ore 15:00 UTC+0 21ª giornata         | Sunderland | 1 – 2 referto       | Everton | Roker Park (19 714 spett.) |
| \| \| \| \| \| Proctor 66’ \| Marcatori \| 12’, 19’ Mountfield \| |            |                     |         |                            |
|                                                                   |            |                     |         |                            |
| Proctor 66’                                                       | Marcatori  | 12’, 19’ Mountfield |         |                            |

#### Girone di ritorno
| Ipswich 29 dicembre 1984, ore 15:00 UTC+0 22ª giornata | Ipswich Town | 0 – 2 referto  | Everton | Portman Road (16 045 spett.) |
| \| \| \| \| \| \| Marcatori \| 61’, 86’ Sharp \|       |              |                |         |                              |
|                                                        |              |                |         |                              |
|                                                        | Marcatori    | 61’, 86’ Sharp |         |                              |

| Liverpool 1º gennaio 1985, ore 15:00 UTC+0 23ª giornata       | Everton   | 2 – 1       | Luton Town | Goodison Park (31 682 spett.) |
| \| \| \| \| \| Steven 11’, 69’ \| Marcatori \| 80’ Harford \| |           |             |            |                               |
|                                                               |           |             |            |                               |
| Steven 11’, 69’                                               | Marcatori | 80’ Harford |            |                               |

| Liverpool 12 gennaio 1985, ore 15:00 UTC+0 24ª giornata                    | Everton   | 4 – 0 referto | Newcastle Utd | Goodison Park (32 156 spett.) |
| \| \| \| \| \| Sharp 17’ Mountfield 32’ Sheedy 62’, 86’ \| Marcatori \| \| |           |               |               |                               |
|                                                                            |           |               |               |                               |
| Sharp 17’ Mountfield 32’ Sheedy 62’, 86’                                   | Marcatori |               |               |                               |

| Liverpool 2 febbraio 1985, ore 15:00 UTC+0 25ª giornata                  | Everton   | 4 – 0 referto | Watford | Goodison Park (34 026 spett.) |
| \| \| \| \| \| Stevens 56’, 62’ Sheedy 69’ Steven 77’ \| Marcatori \| \| |           |               |         |                               |
|                                                                          |           |               |         |                               |
| Stevens 56’, 62’ Sheedy 69’ Steven 77’                                   | Marcatori |               |         |                               |

| Leicester 23 febbraio 1985, ore 15:00 UTC+0 26ª giornata  | Leicester City | 1 – 2 referto | Everton | Filbert Street (17 345 spett.) |
| \| \| \| \| \| Lynex 81’ \| Marcatori \| 66’, 82’ Gray \| |                |               |         |                                |
|                                                           |                |               |         |                                |
| Lynex 81’                                                 | Marcatori      | 66’, 82’ Gray |         |                                |

| Manchester 2 marzo 1985, ore 15:00 UTC+0 27ª giornata      | Manchester Utd | 1 – 1 referto  | Everton | Old Trafford (51 150 spett.) |
| \| \| \| \| \| Olsen 36’ \| Marcatori \| 41’ Mountfield \| |                |                |         |                              |
|                                                            |                |                |         |                              |
| Olsen 36’                                                  | Marcatori      | 41’ Mountfield |         |                              |

| Birmingham 16 marzo 1985, ore 15:00 UTC+0 28ª giornata            | Aston Villa | 1 – 1 referto  | Everton | Villa Park (22 625 spett.) |
| \| \| \| \| \| Evans 83’ (rig.) \| Marcatori \| 42’ Richardson \| |             |                |         |                            |
|                                                                   |             |                |         |                            |
| Evans 83’ (rig.)                                                  | Marcatori   | 42’ Richardson |         |                            |

| Liverpool 23 marzo 1985, ore 15:00 UTC+0 29ª giornata | Everton   | 2 – 0 referto | Arsenal | Goodison Park (36 387 spett.) |
| \| \| \| \| \| Gray 27’ Sharp 89’ \| Marcatori \| \|  |           |               |         |                               |
|                                                       |           |               |         |                               |
| Gray 27’ Sharp 89’                                    | Marcatori |               |         |                               |

| Southampton 30 marzo 1985, ore 15:00 UTC+0 30ª giornata          | Southampton | 1 – 2 referto       | Everton | St. Mary's Stadium (18 754 spett.) |
| \| \| \| \| \| Jordan 90’ \| Marcatori \| 48’, 51’ Richardson \| |             |                     |         |                                    |
|                                                                  |             |                     |         |                                    |
| Jordan 90’                                                       | Marcatori   | 48’, 51’ Richardson |         |                                    |

| Londra 3 aprile 1985, ore 15:00 UTC+0 31ª giornata               | Tottenham | 1 – 2 referto      | Everton | White Hart Lane (48 108 spett.) |
| \| \| \| \| \| Roberts 73’ \| Marcatori \| 9’ Gray 69’ Steven \| |           |                    |         |                                 |
|                                                                  |           |                    |         |                                 |
| Roberts 73’                                                      | Marcatori | 9’ Gray 69’ Steven |         |                                 |

| Liverpool 6 aprile 1985, ore 15:00 UTC+0 32ª giornata                           | Everton   | 4 – 1 referto | Sunderland | Goodison Park (35 978 spett.) |
| \| \| \| \| \| Gray 34’, 37’ Steven 50’ Sharp 68’ \| Marcatori \| 1’ Wallace \| |           |               |            |                               |
|                                                                                 |           |               |            |                               |
| Gray 34’, 37’ Steven 50’ Sharp 68’                                              | Marcatori | 1’ Wallace    |            |                               |

| Liverpool 16 aprile 1985, ore 19:30 UTC+0 33ª giornata                                    | Everton   | 4 – 1 referto | West Bromwich | Goodison Park (29 750 spett.) |
| \| \| \| \| \| Atkins 3’ Sharp 26’, 78’ (rig.) Sheedy 54’ \| Marcatori \| 66’ Grealish \| |           |               |               |                               |
|                                                                                           |           |               |               |                               |
| Atkins 3’ Sharp 26’, 78’ (rig.) Sheedy 54’                                                | Marcatori | 66’ Grealish  |               |                               |

| Stoke-on-Trent 20 aprile 1985, ore 15:00 UTC+0 34ª giornata | Stoke City | 0 – 2 referto        | Everton | Victoria Ground (18 258 spett.) |
| \| \| \| \| \| \| Marcatori \| 23’ Sharp 46’ Sheedy \|      |            |                      |         |                                 |
|                                                             |            |                      |         |                                 |
|                                                             | Marcatori  | 23’ Sharp 46’ Sheedy |         |                                 |

| Liverpool 27 aprile 1985, ore 15:00 UTC+0 35ª giornata                    | Everton   | 3 – 0 referto | Norwich City | Goodison Park (32 085 spett.) |
| \| \| \| \| \| Mountfield 42’ Steven 48’ Bracewell 56’ \| Marcatori \| \| |           |               |              |                               |
|                                                                           |           |               |              |                               |
| Mountfield 42’ Steven 48’ Bracewell 56’                                   | Marcatori |               |              |                               |

| Sheffield 4 maggio 1985, ore 15:00 UTC+0 36ª giornata | Sheffield Weds | 0 – 1 referto | Everton | Hillsborough Park (37 381 spett.) |
| \| \| \| \| \| \| Marcatori \| 26’ Gray \|            |                |               |         |                                   |
|                                                       |                |               |         |                                   |
|                                                       | Marcatori      | 26’ Gray      |         |                                   |

| Liverpool 6 maggio 1985, ore 15:00 UTC+0 37ª giornata      | Everton   | 2 – 0 referto | QPR | Goodison Park (50 514 spett.) |
| \| \| \| \| \| Mountfield 24’ Sharp 82’ \| Marcatori \| \| |           |               |     |                               |
|                                                            |           |               |     |                               |
| Mountfield 24’ Sharp 82’                                   | Marcatori |               |     |                               |

| Liverpool 8 maggio 1985, ore 19:30 UTC+0 38ª giornata          | Everton   | 3 – 0 referto | West Ham Utd | Goodison Park (32 657 spett.) |
| \| \| \| \| \| Gray 12’ Mountfield 43’, 78’ \| Marcatori \| \| |           |               |              |                               |
|                                                                |           |               |              |                               |
| Gray 12’ Mountfield 43’, 78’                                   | Marcatori |               |              |                               |

| Nottingham 11 maggio 1985, ore 15:00 UTC+0 39ª giornata | Nottingham Forest | 1 – 0 referto | Everton | City Ground (18 784 spett.) |
| \| \| \| \| \| Birtles 10’ \| Marcatori \| \|           |                   |               |         |                             |
|                                                         |                   |               |         |                             |
| Birtles 10’                                             | Marcatori         |               |         |                             |

| Liverpool 23 maggio 1985, ore 19:30 UTC+0 40ª giornata | Everton   | 1 – 0 referto | Liverpool | Goodison Park (51 045 spett.) |
| \| \| \| \| \| Wilkinson 67’ \| Marcatori \| \|        |           |               |           |                               |
|                                                        |           |               |           |                               |
| Wilkinson 67’                                          | Marcatori |               |           |                               |

| Coventry 26 maggio 1985, ore 11:30 UTC+0 41ª giornata                              | Coventry City | 4 – 1 referto | Everton | Highfield Road (21 224 spett.) |
| \| \| \| \| \| Regis 4’, 45’ Adams 17’ Gibson 78’ \| Marcatori \| 42’ Wilkinson \| |               |               |         |                                |
|                                                                                    |               |               |         |                                |
| Regis 4’, 45’ Adams 17’ Gibson 78’                                                 | Marcatori     | 42’ Wilkinson |         |                                |

| Luton 28 maggio 1985, ore 19:45 UTC+0 42ª giornata     | Luton Town | 2 – 0 referto | Everton | Kenilworth Road (11 509 spett.) |
| \| \| \| \| \| Nwajiobi 3’ Hill 59’ \| Marcatori \| \| |            |               |         |                                 |
|                                                        |            |               |         |                                 |
| Nwajiobi 3’ Hill 59’                                   | Marcatori  |               |         |                                 |

### FA Cup
| Leeds 4 gennaio 1985, ore 19:15 UTC+0 Trentaduesimi di finale | Leeds Utd | 0 – 2 referto               | Everton | Elland Road (21 211 spett.) |
| \| \| \| \| \| \| Marcatori \| 40’ (rig.) Sharp 85’ Sheedy \| |           |                             |         |                             |
|                                                               |           |                             |         |                             |
|                                                               | Marcatori | 40’ (rig.) Sharp 85’ Sheedy |         |                             |

| Liverpool 26 gennaio 1985, ore 15:00 UTC+0 Sedicesimi di finale | Everton   | 2 – 0 referto | Doncaster | Goodison Park (37 357 spett.) |
| \| \| \| \| \| Steven 19’ Stevens 33’ \| Marcatori \| \|        |           |               |           |                               |
|                                                                 |           |               |           |                               |
| Steven 19’ Stevens 33’                                          | Marcatori |               |           |                               |

| Liverpool 16 febbraio 1985, ore 15:00 UTC+0 Ottavi di finale            | Everton   | 3 – 0 referto | Telford Utd | Goodison Park (47 402 spett.) |
| \| \| \| \| \| Reid 67’ Sheedy 71’ (rig.) Steven 87’ \| Marcatori \| \| |           |               |             |                               |
|                                                                         |           |               |             |                               |
| Reid 67’ Sheedy 71’ (rig.) Steven 87’                                   | Marcatori |               |             |                               |

| Liverpool 9 marzo 1985, ore 15:00 UTC+0 Quarti di finale                            | Everton   | 2 – 2 referto            | Ipswich Town | Goodison Park (36 468 spett.) |
| \| \| \| \| \| Sheedy 5’ Mountfield 85’ \| Marcatori \| 15’ Wilson 31’ Zondervan \| |           |                          |              |                               |
|                                                                                     |           |                          |              |                               |
| Sheedy 5’ Mountfield 85’                                                            | Marcatori | 15’ Wilson 31’ Zondervan |              |                               |

| Ipswich 13 marzo 1985, ore 19:30 UTC+0 Quarti di finale - Replay | Ipswich Town | 0 – 1 referto    | Everton | Portman Road (27 737 spett.) |
| \| \| \| \| \| \| Marcatori \| 76’ (rig.) Sharp \|               |              |                  |         |                              |
|                                                                  |              |                  |         |                              |
|                                                                  | Marcatori    | 76’ (rig.) Sharp |         |                              |

| Birmingham 13 aprile 1985, ore 15:00 UTC+0 Semifinale                 | Everton   | 2 – 1 (d.t.s.) referto | Luton Town | Villa Park (45289 spett.) |
| \| \| \| \| \| Sheedy 86’ Mountfield 115’ \| Marcatori \| 37’ Hill \| |           |                        |            |                           |
|                                                                       |           |                        |            |                           |
| Sheedy 86’ Mountfield 115’                                            | Marcatori | 37’ Hill               |            |                           |

| Arbitro: | Willis |

|                |           |  |
| Whiteside 110’ | Marcatori |  |

### Charity Shield
| Arbitro: | Hackett |

|  |           |                       |
|  | Marcatori | 55’ (aut.) Grobbelaar |

### League Cup
| Sheffield 26 settembre 1984, ore 19:30 UTC+0 Trentaduesimi di finale - Andata            | Sheffield Utd | 2 – 2 referto            | Everton | Bramall Lane (28 383 spett.) |
| \| \| \| \| \| Morris 43’ (rig.) Edwards 70’ \| Marcatori \| 69’ Sharp 78’ Mountfield \| |               |                          |         |                              |
|                                                                                          |               |                          |         |                              |
| Morris 43’ (rig.) Edwards 70’                                                            | Marcatori     | 69’ Sharp 78’ Mountfield |         |                              |

| Liverpool 10 ottobre 1984, ore 19:30 UTC+0 Trentaduesimi di finale - Ritorno      | Everton   | 4 – 0 referto | Sheffield Utd | Goodison Park (18 740 spett.) |
| \| \| \| \| \| Mountfield 6’ Bracewell 56’ Sharp 67’ Heath 74’ \| Marcatori \| \| |           |               |               |                               |
|                                                                                   |           |               |               |                               |
| Mountfield 6’ Bracewell 56’ Sharp 67’ Heath 74’                                   | Marcatori |               |               |                               |

| Manchester 30 ottobre 1984, ore 19:45 UTC+0 Sedicesimi di finale                | Manchester Utd | 1 – 2 referto                      | Everton | Old Trafford (50 918 spett.) |
| \| \| \| \| \| Brazil 23’ \| Marcatori \| 42’ (rig.) Sharp 84’ (aut.) Gidman \| |                |                                    |         |                              |
|                                                                                 |                |                                    |         |                              |
| Brazil 23’                                                                      | Marcatori      | 42’ (rig.) Sharp 84’ (aut.) Gidman |         |                              |

| Liverpool 20 novembre 1984, ore 19:30 UTC+0 Ottavi di finale | Everton   | 0 – 1 referto | Grimsby Town | Goodison Park (26 298 spett.) |
| \| \| \| \| \| \| Marcatori \| 90’ Wilkinson \|              |           |               |              |                               |
|                                                              |           |               |              |                               |
|                                                              | Marcatori | 90’ Wilkinson |              |                               |

### Coppa delle Coppe
| Dublino 19 settembre 1984, ore 20:00 UTC+0 Sedicesimi di finale - Andata | UCD    | 0 – 0 referto | Everton | Tolka Park (9 750 spett.)\| Arbitro: \| Cooper \| |
| Arbitro:                                                                 | Cooper |               |         |                                                   |

| Arbitro: | McKnight |

|           |           |  |
| Sharp 10’ | Marcatori |  |

| Arbitro: | Baumann |

|  |           |              |
|  | Marcatori | 6’ Bracewell |

| Arbitro: | Mulder |

|                                |           |  |
| Sharp 12’ Sheedy 44’ Heath 63’ | Marcatori |  |

| Arbitro: | Sostarić |

|                    |           |  |
| Gray 48’, 74’, 75’ | Marcatori |  |

| Arbitro: | Wöhrer |

|  |           |                    |
|  | Marcatori | 15’ Sharp 76’ Reid |

| Monaco di Baviera 10 aprile 1985, ore 20:30 UTC+1 Semifinale - Andata | Bayern Monaco | 0 – 0 referto | Everton | Stadio Olimpico (67 000 spett.)\| Arbitro: \| Bergamo \| |
| Arbitro:                                                              | Bergamo       |               |         |                                                          |

| Arbitro: | Fredriksson |

|                               |           |            |
| Sharp 48’ Gray 73’ Steven 86’ | Marcatori | 38’ Hoeneß |

| Arbitro: | Casarin |

|                                |           |            |
| Gray 58’ Steven 72’ Sheedy 85’ | Marcatori | 84’ Krankl |

## Statistiche

### Statistiche di squadra
| Competizione      | Punti | In casa | In casa | In casa | In casa | In casa | In casa | In trasferta | In trasferta | In trasferta | In trasferta | In trasferta | In trasferta | Totale | Totale | Totale | Totale | Totale | Totale | DR  |
| Competizione      | Punti | G       | V       | N       | P       | Gf      | Gs      | G            | V            | N            | P            | Gf           | Gs           | G      | V      | N      | P      | Gf     | Gs     | DR  |
| ----------------- | ----- | ------- | ------- | ------- | ------- | ------- | ------- | ------------ | ------------ | ------------ | ------------ | ------------ | ------------ | ------ | ------ | ------ | ------ | ------ | ------ | --- |
| First Division    | 90    | 21      | 16      | 3       | 2       | 58      | 17      | 21           | 12           | 3            | 6            | 30           | 26           | 42     | 28     | 6      | 8      | 88     | 43     | +45 |
| FA Cup            | -     | 3       | 2       | 1       | 0       | 8       | 2       | 5            | 4            | 0            | 1            | 7            | 4            | 7      | 6      | 0      | 1      | 15     | 6      | +9  |
| League Cup        | -     | 2       | 1       | 0       | 1       | 4       | 1       | 2            | 2            | 0            | 0            | 4            | 3            | 4      | 3      | 0      | 1      | 8      | 4      | +4  |
| Coppa delle Coppe | -     | 5       | 5       | 0       | 0       | 12      | 2       | 4            | 2            | 2            | 0            | 3            | 0            | 9      | 7      | 2      | 0      | 15     | 2      | +13 |
| Charity Shield    | -     | 0       | 0       | 0       | 0       | 0       | 0       | 0            | 0            | 0            | 0            | 0            | 0            | 1      | 1      | 0      | 0      | 1      | 0      | +1  |
| Totale            | -     | 31      | 23      | 4       | 3       | 82      | 22      | 32           | 20           | 5            | 7            | 44           | 33           | 63     | 45     | 8      | 10     | 127    | 55     | +72 |

### Andamento in campionato
| Giornata  | 1  | 2  | 3  | 4  | 5  | 6 | 7 | 8 | 9 | 10 | 11 | 12 | 13 | 14 | 15 | 16 | 17 | 18 | 19 | 20 | 21 | 22 | 23 | 24 | 25 | 26 | 27 | 28 | 29 | 30 | 31 | 32 | 33 | 34 | 35 | 36 | 37 | 38 | 39 | 40 | 41 | 42 |
| --------- | -- | -- | -- | -- | -- | - | - | - | - | -- | -- | -- | -- | -- | -- | -- | -- | -- | -- | -- | -- | -- | -- | -- | -- | -- | -- | -- | -- | -- | -- | -- | -- | -- | -- | -- | -- | -- | -- | -- | -- | -- |
| Luogo     | C  | T  | T  | C  | C  | T | C | T | T | C  | T  | C  | C  | T  | C  | T  | C  | T  | C  | C  | T  | T  | C  | C  | C  | T  | T  | T  | C  | T  | T  | C  | C  | T  | C  | T  | C  | C  | T  | C  | T  | T  |
| Risultato | P  | P  | V  | N  | V  | V | N | V | P | V  | V  | V  | V  | V  | V  | P  | N  | N  | V  | P  | V  | V  | V  | V  | V  | V  | N  | N  | V  | V  | V  | V  | V  | V  | V  | V  | V  | V  | P  | V  | P  | P  |
| Posizione | 22 | 21 | 17 | 17 | 13 | 7 | 7 | 6 | 8 | 6  | 4  | 2  | 1  | 1  | 1  | 1  | 1  | 1  | 1  | 3  | 2  | 2  | 2  | 1  | 1  | 1  | 1  | 1  | 1  | 1  | 1  | 1  | 1  | 1  | 1  | 1  | 1  | 1  | 1  | 1  | 1  | 1  |

Fonte:  Premier League 1984/1985, su calcio.com.
Legenda:

Luogo: C = Casa; T = Trasferta. Risultato: V = Vittoria; N = Pareggio; P = Sconfitta.

### Statistiche dei giocatori
| Giocatore        | First Division | First Division | FA Cup   | FA Cup | Coppa di Lega | Coppa di Lega | Coppa delle Coppe | Coppa delle Coppe | Totale   | Totale |
| Giocatore        | Presenze       | Reti           | Presenze | Reti   | Presenze      | Reti          | Presenze          | Reti              | Presenze | Reti   |
| ---------------- | -------------- | -------------- | -------- | ------ | ------------- | ------------- | ----------------- | ----------------- | -------- | ------ |
| J. Arnold        | 0              | -0             | 0        | -0     | 0             | -0            | 0                 | -0                | 0        | -0     |
| I. Atkins        | 6              | 1              | 1        | 0      | 0             | 0             | 1                 | 0                 | 8        | 1      |
| J. Bailey        | 15             | 0              | 0        | 0      | 1             | 0             | 4                 | 0                 | 20       | 0      |
| P. Bracewell     | 37             | 2              | 7        | 0      | 4             | 1             | 8                 | 1                 | 56       | 4      |
| T. Curran        | 9              | 0              | 1        | 0      | 0             | 0             | 4                 | 0                 | 14       | 0      |
| J. Danskin       | 1              | 0              | 0        | 0      | 0             | 0             | 0                 | 0                 | 1        | 0      |
| A. Gray          | 26             | 9              | 7        | 0      | 1             | 0             | 3                 | 5                 | 37       | 14     |
| A. Harper        | 13             | 0              | 2        | 0      | 1             | 0             | 4                 | 0                 | 20       | 0      |
| A. Heath         | 17             | 1              | 0        | 0      | 4             | 1             | 4                 | 1                 | 25       | 3      |
| D. Hughes        | 2              | 0              | 0        | 0      | 0             | 0             | 0                 | 0                 | 2        | 0      |
| D. Mountfield    | 37             | 10             | 7        | 2      | 4             | 2             | 9                 | 0                 | 57       | 14     |
| J. Morrissey     | 1              | 0              | 0        | 0      | 0             | 0             | 1                 | 0                 | 2        | 0      |
| D. Oldroyd       | 1              | 0              | 0        | 0      | 0             | 0             | 0                 | 0                 | 1        | 0      |
| K. Ratcliffe     | 40             | 0              | 7        | 0      | 4             | 0             | 9                 | 0                 | 60       | 0      |
| P. Reid          | 36             | 2              | 7        | 1      | 4             | 0             | 9                 | 1                 | 56       | 4      |
| K. Richardson    | 15             | 4              | 0        | 0      | 1             | 0             | 3                 | 0                 | 19       | 4      |
| N. Rimmer        | 1              | 0              | 0        | 0      | 0             | 0             | 0                 | 0                 | 1        | 0      |
| G. Sharp         | 36             | 21             | 6        | 2      | 4             | 3             | 8                 | 4                 | 54       | 30     |
| K. Sheedy        | 29             | 11             | 6        | 4      | 2             | 0             | 5                 | 2                 | 42       | 17     |
| N. Southall      | 42             | -43            | 7        | -6     | 4             | -4            | 9                 | -2                | 62       | -55    |
| T. Steven        | 40             | 12             | 7        | 2      | 4             | 2             | 9                 | 0                 | 60       | 16     |
| G. Stevens       | 37             | 3              | 7        | 1      | 4             | 0             | 9                 | 0                 | 57       | 4      |
| P. van den Hauwe | 31             | 0              | 7        | 0      | 3             | 0             | 5                 | 0                 | 46       | 0      |
| R. Wakenshaw     | 2              | 0              | 0        | 0      | 0             | 0             | 2                 | 0                 | 4        | 0      |
| D. Walsh         | 1              | 0              | 0        | 0      | 0             | 0             | 0                 | 0                 | 1        | 0      |
| P. Wilkinson     | 5              | 2              | 0        | 0      | 0             | 0             | 0                 | 0                 | 5        | 2      |